# Асклепиадов стих
Асклепиадов стих — античный стих, разработанный греческим поэтом Асклепиадом Самосским  конца IV — начала III веков до н. э. из плеяды александрийцев.
По ритму асклепиадов стих принадлежит к логаэдам. Асклепиадов стих бывает малый (с одной цезурой) и большой (с двумя цезурами). Существуют разной формы асклепиадовы строфы, в состав которых входят асклепиадовы стихи.
В малом асклепиадовом стихе 2 части. В первой части спондей, дактиль и усечённый трохей. Во второй части после цезуры — дактиль, трохей и усечённый трохей.
Схема стиха: _ _́ | _́ U U | Ú || _́ U U | _́ U | Ú.
Малым асклепиадовым стихом написана ода «К Мельпомене» Горация (Carmina III.30):

Ēxēgī monumēnt(um) || ǣre perēnnius

Rēgālīque sitū || pȳramid(um) āltius

Quōd nōn īmber edāx, || nōn Aquil(o) īmpotēns

Pōssīt dīruer(e) āut || innumerābilis

Ānnōrūm seriēs || ēt fuga tēmporūm

Поэт XIX века А. Востоков перевёл горациеву строфу малым асклепиадовым стихом:

Крепче меди себе | создал я памятник;

Взял над царскими верх | он пирамидами,

Дождь не смоет его, | вихрем не сломится,

Цельным выдержит он | годы бесчисленны.

В статье использован текст из Литературной энциклопедии 1929—1939, перешедший в общественное достояние, так как  он был опубликован анонимно и имя автора не стало известным до 1 января 1992 года.